# Pedro Petiz
Pedro Petiz (Lissabon, 29 oktober 1986) is een Portugees autocoureur.

## Carrière
Pedro begon op zijn vijftiende met karting. Hij bleek een talent en won 1 nationaal kampioenschap. In 2004 ging hij autoracen. Hij ging racen in 2 Spaanse competities: de Spaanse Seat Cupra Cup en de Formula Baveira. Hij was het meest succesvol in de Vodafone Cup, hij werd er vierde. Hierdoor besloot hij verder te gaan in de tourwagens. In 2005 stapte hij daarom over naar de Eurocup Mégane Trophy, hij ging racen bij het Oregon Team. Hij haalde één keer het podium en eindigde in het algemeen klassement als dertiende. Pedro ging naar het Iris Team in 2006. Hij wist zijn eerste race te winnen in dit kampioenschap. Hij eindigde als zevende in het kampioenschap. Hij wisselde voor het seizoen 2007 weer van team, hij ging naar het Franse Tech 1 Racing. Dit bleek een goede combinatie, hij wist vier races te winnen en haalde daarmee het kampioenschap binnen.